# Cecile Arnold
Cecile Arnold, née Cecile Laval Arnoux le 9 juillet 1891 à Louisville (Kentucky) et morte le 28 juin 1931 à Hong Kong (Chine), est une actrice américaine du cinéma muet. Elle est principalement connue pour ses rôles dans les comédies burlesques des Keystone Studios, notamment aux côtés de Charlie Chaplin, Roscoe « Fatty » Arbuckle et Mabel Normand.

## Biographie
Cecile Laval Arnoux naît à Louisville, dans le Kentucky, le 9 juillet 1891. Peu d’informations précises sont disponibles sur sa jeunesse, mais elle commence sa carrière artistique comme choriste et danseuse dans des revues de music-hall.
Elle rejoint les Keystone Studios vers 1913, où elle devient l’une des Sennett Bathing Beauties, un groupe de jeunes femmes mises en avant dans les courts-métrages comiques produits par Mack Sennett.
Elle apparaît dans plusieurs films burlesques muets, souvent dans des rôles secondaires de femmes séduisantes, secrétaires ou figures comiques. Elle joue notamment dans plusieurs courts-métrages avec Charlie Chaplin, tels que Charlot artiste peintre (1914) et Charlot nudiste (1914), ainsi qu’avec Roscoe Arbuckle et Mabel Normand.
Sa carrière cinématographique semble s’arrêter à la fin des années 1910. Elle quitte alors le monde du cinéma et mène une vie discrète.
Cecile Arnold meurt le 28 juin 1931 à Los Angeles, à l’âge de 39 ans. Les circonstances de sa mort restent peu documentées.

## Filmographie partielle
- 1914 : Charlot artiste peintre (The Face on the Bar Room Floor) de Charlie Chaplin
- 1914 : Charlot grande coquette (The Masquerader) de Charlie Chaplin
- 1914 : Charlot garde-malade (His New Profession) de Charlie Chaplin
- 1914 : Charlot et Fatty font la bombe (The Rounders) de Charlie Chaplin
- 1914 : Charlot rival d'amour (Those Love Pangs) de Charlie Chaplin
- 1914 : Charlot mitron (Dough and Dynamite) de Charlie Chaplin
- 1914 : Charlot déménageur (His Musical Career) de Charlie Chaplin
- 1914 : Charlot et Mabel en promenade (Getting Acquainted) de Charlie Chaplin
- 1914 : Charlot nudiste (His Prehistoric Past) de Charlie Chaplin
- 1915 : L'Escapade de Julot (Gussle's day of rest) de F. Richard Jones
- 1915 : Le Sous-marin pirate (A Submarine Pirate) de Charles Avery et Syd Chaplin